# Реакція Гайдінгера
Реа́кція Га́йдінгера, Реа́кція Га́йдінґера (рос. реакция Гайдингера, англ. Haidinger’s reaction, нім. Haidinger-Reaction f) — хімічна реакція, за якою відбувається утворення доломітів при випаровуванні морського басейну внаслідок взаємодії сірчанокислого магнію з вуглекислим кальцієм:
2СаСО3 + MgSO4 + 2Н2О ⇌ CaMg[СО3]2 + CaSO4·2Н2О.
Була запропонована В. К. Гайдінгером (англ. W. K. Haidinger) у 1827 році.